# Georges Callen
Georges Callen (* 12. Januar 1935 in Luxey, Département Landes) ist ein französischer Dendrologe und Botaniker.

## Leben
Callen schloss 1950 seine Ausbildung an der École pratique d’agriculture et de viticulture in Blanquefort ab. Anschließend besuchte er die École nationale supérieure d’horticulture in Versailles, die er 1957 abschloss. Im selben Jahr trat er als technischer Hauptassistent in das Muséum national d’histoire naturelle ein, wo er im Parc zoologique de Paris und in der Menagerie des Jardin des plantes arbeitete. Callen wurde 1959 eingezogen und nahm am Algerienfeldzug teil. Nach seiner Entlassung aus der Armee im Jahr 1961 beteiligte er sich an den Forstarbeiten seiner Familie, bevor er an den Lehrstuhl für Pflanzenbiologie und angewandte Biologie des Muséum national d’histoire naturelle wechselte, wo er 1962 zum technischen Mitarbeiter und 1963 zum Assistenten ernannt wurde. Callen war für die Blumen- und Gartenbausammlungen des Jardin des plantes zuständig, bevor er sich ab 1965 dem Arboretum von Chèvreloup widmete. Er vervollständigte sein Hochschulstudium an der Universität von Paris und erhielt 1963 und 1964 zwei Zertifikate in Botanik, 1965 ein Zertifikat in Pflanzenökologie und 1966 ein Zertifikat in angewandter Statistik in der medizinischen Biologie. Callen wurde 1977 Oberassistent am Lehrstuhl für Pflanzenbiologie und angewandte Biologie, den er einige Jahre später kommissarisch leitete. Während seiner Laufbahn absolvierte er zahlreiche Dienstreisen in botanische Gärten in Europa (Frankreich, Italien, Deutschland, Belgien, Niederlande, Vereinigten Königreich), Indien, den Kanarischen Inseln, Südafrika, den Vereinigten Staaten und in anderen Ländern.
Callen interessierte sich für die Erhaltung und Bereicherung des botanischen Erbes. In seiner wissenschaftlichen Arbeit widmete er sich vor allem der Dendrologie, der Systematik und der Biologie der Nadelbäume. Er gründete das Arboretum von Chèvreloup und bereicherte es, indem er einige vom Aussterben bedrohte Pflanzensammlungen dorthin verlegen ließ. Darüber hinaus unterstützte er die Rettung des Arboretums von Balaine, das der Familie Adanson gehörte. Zu seinen Veröffentlichungen gehören u. a. L’Arboretum de Chèvreloup (1972–1973), Les Conifères cultivés en Europe (1977) und Les Conifères (1989).
Callen war verheiratet.